# ЗАКСА
Група Азоти ЗАКСА Кедзежин-Козьле, або ЗАКСА чи «Закса» (пол. Grupa Azoty ZAKSA Kędzierzyn-Koźle) — польський волейбольний клуб із міста Кендзежин-Козьле, який виступає в польській Плюс лізі. Честь клубу свого часу захищали кілька українських гравців. Голова правління клубу — Ядвіґа Ціхонь (з лютого 2024).

## Історія
8 березня 1994 року на базі волейбольної секції МЗКС «Хемік» (Кендзежин) створили професійний спортивний клуб «Мостосталь Забже» в Кендзежин-Козьлі.
У травні 2021 у фіналі Ліги чемпіонів ЄКВ у Вероні перемогли італійський «Ітас Тентіно». Нікола Ґрбич, який очолював команду, незважаючи на підписаний у грудні 2020 двохрічний контракт, невдовзі після тріумфу вирішив покинути клуб, прийнявши пропозицію Джино Сірчі — президента клубу «Sir Safety Umbria Volley», що з критикою зустріли в польських волейбольних колах.
У першому матчі групового турніру Ліги чемпіонів ЄКВ 2021–2022 вдома перемогли словенський «Меркур» 3:0 (25:19, 25:18, 25:17).
З міркувань безпеки клуб офіційно відмовився від участі у клубному чемпіонаті світу 2021, який відбувся в м. Бетіні (Бразилія) 8 по 12 грудня.
У червні 2022 на сайті клубу повідомили, що співпрацю з головним тренером Ґеорґе Крецу припинено.

### Досягнення
Офіційні змагання
- переможець Ліг чемпіонів ЄКВ 2020—2021, 2021—2022, 2022—2023
- переможець Плюс Ліги (чемпіон Польщі) 2021—2022
- володар Кубка Польщі: 2000, 2001, 2002, 2013, 2014, 2017, 2019, 2021, 2022, 2023
- володар Суперкубка Польщі: 2019, 2020

Неофіційні змагання
- Переможець Меморіалу Аркадіуша Ґолася: 2021, 2022

### Тренери
- Туомас Саммелвуо (2022—2024)
- Ґеорґе Крецу (2021—2022)
- Нікола Ґрбич (2019—2021)

### Колишні гравці
- Андрій Оробко
- / Юрій Гладир
- Воронін Ігор

### Поточний склад
Сезон 2021—2022
2.  Лукаш Качмарек. 4.  Кшиштоф Рейно. 5.  Марцін Януш. 8.  Адріян Сташевський. 9.  Бартломей Клют. 11.  Александер Сливка. 13.  Каміль Семенюк. 15. Девід Сміт. 16.  Томаш Калембка. 17.  Міхал Козловський. 21.  Войцех Жалінський. 22.  Ерік Шоджі. 71.  Корнеліуш Банах. 99.  Норберт Губер.